# Запрягаева, Вера Ивановна
Вера Ивановна Запрягаева (1912—1994) — советский биолог, член-корреспондент Академии наук Таджикской ССР (1978) и Республики Таджикистан (1992).

## Биография
Родилась 12 июля 1912 г. Окончила Душанбинский педагогический институт (1945).
В 1941—1947 и 1955—1967 гг. — директор Варзобской горно-ботанической станции Института ботаники АК Таджикской ССР.
В 1947—1951 — зав. сектором геоботаники, с 1967 — зав. лабораторией дендрологии Института ботаники АН Тадж. ССР.
Доктор биологических наук (1965), профессор (1969), член-корреспонтент Академии наук Таджикской ССР (1978).
Основные направления научной деятельности: лесная растительность, дендрофлора, растительные ресурсы.

## Награды
Лауреат Государственной премии Таджикской ССР им. Абу Али ибн Сины (1977).
Заслуженный деятель науки Тадж. ССР (1972). Награждена орденами Трудового Красного Знамени, «Знак Почёта», Дружбы народов, медалями «За доблестный труд в Великой Отечественной войне 1941—1945 гг.», «За трудовую доблесть», «За доблестный труд. В ознаменование 100-летия со дня рождения В. И. Ленина», «Тридцать лет победы в Великой Отечественной войне 1941—1945 гг.», Почётными грамотами Президиума Верховного Совета Тадж. ССР.

## Сочинения
- Очерк древесной и кустарниковой растительности хребта Петра Первого [Текст]. — Сталинабад : Изд-во Акад. наук Тадж. ССР, 1954. — 82 с. : ил.; 25 см. — (Труды / Акад. наук Тадж. ССР. Ин-т ботаники; Т. 23).
- Лесосады на базе диких зарослей бухарского миндаля [Текст]. — Сталинабад : Изд-во Тадж. филиала Акад. наук СССР, 1941. — 30 с. : ил., карт.; 26 см. — ([Научно-популярная серия] / Тадж. филиал Акад. наук СССР / Варзобская горно-ботан. станция).
- Опыт богарного плодоводства и лесоразведения в Горном Таджикистане [Текст] / В. И. Запрягаева. — Сталинабад : изд-во и тип. Изд-ва Тадж. филиала Акад. наук СССР, 1949. — 119 с. : ил.; 25 см. — (Труды. Ботаника / Акад. наук СССР. Тадж. филиал. Ботан. ин-т; Т. 17).
- Дикорастущие плодовые Таджикистана [Текст] / В. И. Запрягаева ; Глав. ред. П. Н. Овчинников. — Москва ; Ленинград : Наука, 1964. — 694 с., 50 л. ил., карт. : ил.; 27 см. — (Труды…/ Акад. наук Таджик. ССР. Ботан. ин-т; Т. 21).
- Ордена Трудового Красного Знамени институт ботаники : [Очерк / Составитель В. И. Запрягаева]; Редактор М. Р. Расулова. — Душанбе : Дониш, 1980. — 66 с. : ил.; 20 см.
- Лесные ресурсы Памиро-Алая [Текст] / В. И. Запрягаева ; Отв. ред. П. Н. Овчинников ; АН ТаджССР, Ботан. ин-т. — Ленинград : Наука. Ленингр. отд-ние, 1976. — 594 с., 20 л. ил. : ил.; 26 см.
- Главнейшие древесные породы Таджикистана для горного богарного лесоразведения [Текст] / Упр. с.-х. пропаганды М-ва сельского хозяйства Тадж. ССР. — Сталинабад : Таджикгосиздат, 1953. — 68 с. : ил.; 20 см.
- Растения для декоративного садоводства Таджикистана / [В. И. Запрягаева, В. В. Вилисова, З. Р. Зеляева и др.]; Отв. ред. П. И. Лапин; АН СССР, АН ТаджССР, Ин-т ботаники, Сов. ком. по прогр.7. — М. : Наука, 1986. — 493,[2] с. : ил.; 23 см; ISBN (В пер.) (В пер.) : 2 р. 80 к., 1000 экз.